# Chrysaor

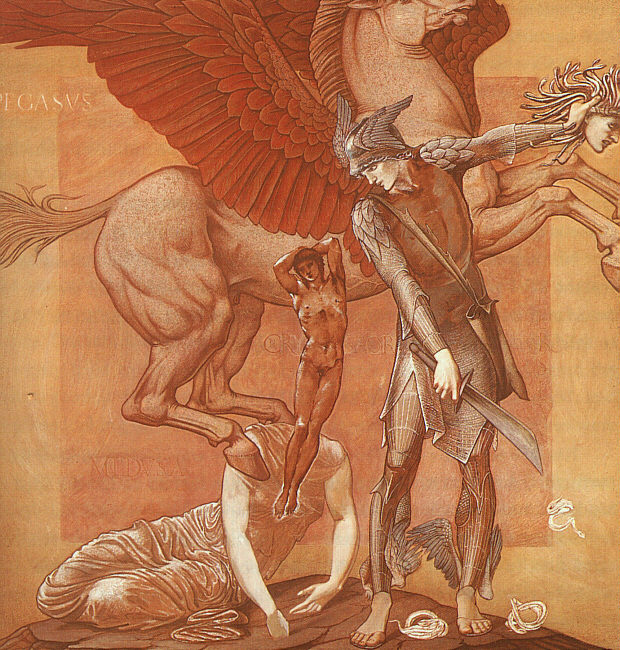
Edward Burne-Jones: Geburt des Pegasus und Chrysaor, circa 1876–1885

Chrysaor (altgriechisch Χρυσάωρ Chrysáōr, deutsch ‚Goldschwert‘) ist ein Krieger der griechischen Mythologie, der zusammen mit seinem Bruder Pegasos aus dem Hals der Medusa sprang, als diese von Perseus enthauptet wurde.

## Mythos
Die früheste Erzählung des Mythos findet sich in der Theogonie des Hesiod, wo Perseus die Medusa enthauptet und dabei erklärt wird, dass Pegasos seinen Namen wegen des Geburtsorts an den Quellen des Okeanos und Chrysaor seinen wegen des goldenen Schwertes erhielt, welches er bei seiner Geburt bereits in Händen hält. Als Vater der beiden wird der „schwarzgelockte“ Poseidon genannt. Chrysaor selbst ist mit der Okeanide Kallirrhoë vermählt und der Vater des dreiköpfigen Geryones, der von Herakles getötet wird, als dieser als eine seiner zwölf Aufgaben die Rinderherde des Geryones stehlen muss.
Jüngere Erzählungen fußen sämtlich auf der Beschreibung Hesiods, als mythische Figur wird Chrysaor kaum weiter ausgestaltet und meistens wird er nur im Rahmen des Medusa-Mythos oder des Geryon-Mythos kurz erwähnt.
Eine nennenswerte Umgestaltung ist nur bei Diodor bezeugt, wo Chrysaor Herrscher über Iberien ist und nicht einen dreiköpfigen Sohn, sondern drei Söhne hat, die ihrerseits über jeweils ein Heer verfügen. Herakles besiegt jeden der drei Söhne im Kampf und unterwirft dabei ganz Iberien, bevor er die Rinderherde des Geryones erbeutet.

## Deutungen
Für Otto Jessen ist aufgrund der Überlieferungen nicht zu entscheiden, ob Chrysaor lediglich ein genealogisches Bindeglied zwischen Medusa und Geryones darstellt oder ob er als Personifikation von Blitz, Donnerwolke, Regen oder anderer Naturerscheinungen anzusehen sei.
Nach Karl Kerényi wird in den mythologischen Erzählung deshalb so wenig von Chrysaor erzählt, weil dies nur der frühe Name des Bellerophon, des Enkels des Sisyphos und Sohnes des Glaukos gewesen sein soll, der von Poseidon den Pegasus als Geschenk erhielt und letztlich erst scheiterte, als er mit diesem den Olymp erstürmen wollte.